# Xysticus britcheri
Xysticus britcheri es una especie de araña cangrejo del género Xysticus, orden Araneae. Fue descrita científicamente por Gertsch en 1934.

## Distribución geográfica
Se distribuye por Rusia (Europa hasta el Lejano Oriente), Alaska, Canadá y Estados Unidos.